# Толстяной, Александр Петрович
Александр Петрович Толстяной (15 июля 1937, Ясиноватский район, Сталинская область — 7 февраля 2002, Пучежский район, Ивановская область) — Герой Социалистического Труда.

## Биография
Родился 15 июля 1937 года в селе Курдюмовка ныне Ясиноватского района Донецкой области Украины. Украинец. Здесь вырос, пережил оккупацию, окончил школу. В 1954 году начал трудовую деятельность — рабочим геологической партии треста «Артемуглегеология».
В 1955 году по комсомольскому призыву уехал на освоение целины в Казахстан. Работал трактористом в зерносовхозе «Калачевский» Акмолинской области. В 1967 году за высокие показатели в работе награждён орденом Ленина.
Указом Президиума Верховного Совета СССР от 8 апреля 1971 года Толстяному Александру Петровичу присвоено звание Героя Социалистического Труда. Награждён двумя орденами Ленина (1967, 1971) медалями.
С июня 1972 года работал бригадиром укрупненной тракторной бригады этого же зерносовхоза. В июле 1987 года был избран председателем Калачевского сельского совета. С марта 1994 года и до выхода на пенсию в августе 1997 года — глава администрации этого же поселения.
После ухода на заслуженный отдых в 1997 году переехал в Россию, на родину жены в Ивановскую область. Поселился в селе Илья-Высоково Пучежского района.
Скончался 7 февраля 2002 года. Похоронен на кладбище села Илья-Высоково.

## Награды
- Медаль «Серп и Молот»
- Орден Ленина